# Radeon RX 5000 (серія відеокарт)
Radeon RX 5000 — серія відеокарт, вироблених групою Radeon, структурним підрозділом компанії Advanced Micro Devices. Ці карти використовують ядра архітектури RDNA, пам'ять GDDR6 і виготовлені по техпроцесу 7 нм TSMC. Графічні ядра RDNA належать до першого покоління Navi. Перші відеокарти на архітектурі Navi були представлені 27 травня 2019 року на спеціальному заході, що передує відкриттю виставки Computex 2019. 

## Архітектура
Графічні процесори Navi є першими графічними процесорами AMD, які використовують нову архітектуру RDNA, чиї обчислювальні блоки були перероблені для підвищення ефективності та підвищення ефективності виконання інструкцій за такт (IPC). Він має багаторівневу ієрархію кешу, що забезпечує вищу продуктивність, меншу затримку та менше енергоспоживання порівняно з попередньою серією. Navi також має оновлений контролер пам'яті з підтримкою GDDR6.
Стек кодування змінився з використання Unified Video Decoder і Video Coding Engine на використання Video Core Next. VCN раніше використовувався в реалізації GCN 5-го покоління (Vega) у Raven Ridge, хоча не використовувався в інших лінійках продуктів Vega.

### Vulkan (API)
Vulkan 1.2 доступний з Adrenalin 20.1 і Linux Mesa 20.0 для GCN 2-го покоління або вище для RDNA.

## Модельний ряд

### Настільні моделі
| Модель (кодове ім'я)                                     | Дата виходу і ціна                           | Архітектура і техпроцес | Транзистори і площа ядра | Ядро              | Ядро          | Швидкість заповнення | Швидкість заповнення | GFLOPS        | GFLOPS       | GFLOPS      | Пам'ять | Пам'ять                    | Пам'ять       | Пам'ять        | TBP (Вт) | Інтерфейс вводу-виводу |
| Модель (кодове ім'я)                                     | Дата виходу і ціна                           | Архітектура і техпроцес | Транзистори і площа ядра | Конфігурація      | Частота (МГц) | ГТ/с                 | ГП/с                 | Половина      | Одинарна     | Подвійна    | Об'єм   | Пропускна здатність (Гб/с) | Тип і ширина  | Частота (МТ/с) | TBP (Вт) | Інтерфейс вводу-виводу |
| -------------------------------------------------------- | -------------------------------------------- | ----------------------- | ------------------------ | ----------------- | ------------- | -------------------- | -------------------- | ------------- | ------------ | ----------- | ------- | -------------------------- | ------------- | -------------- | -------- | ---------------------- |
| Radeon RX 5300 (Navi 14 XL)                              | 28 серпня 2020                               | RDNA TSMC 7FF           | 6.4×109 158 мм2          | 1408:88:32 22 CU  | 1327 1645     | 116.8 144.8          | 42.46 52.64          | 7,474 9,265   | 3,737 4,632  | 233.5 289.5 | 3 ГБ    | 168                        | GDDR6 96-біт  | 14000          | 100      | PCIe 4.0 ×8            |
| Radeon RX 5300 XT (Navi 14 XL)                           | 7 жовтня 2019 OEM                            | RDNA TSMC 7FF           | 6.4×109 158 мм2          | 1408:88:32 22 CU  | 1670 1845     | 146.7 162.4          | 53.44 59.04          | 9,405 10,390  | 4,703 5,196  | 293.9 324.7 | 4 ГБ    | 112                        | GDDR5 128-біт | 7000           | 100      | PCIe 4.0 ×8            |
| Radeon RX 5500 (Navi 14 XT)                              | 7 жовтня 2019 ?                              | RDNA TSMC 7FF           | 6.4×109 158 мм2          | 1408:88:32 22 CU  | 1670 1845     | 146.7 162.4          | 53.44 59.04          | 9,405 10,390  | 4,703 5,196  | 293.9 324.7 | 4 ГБ    | 224                        | GDDR6 128-біт | 14000          | 150      | PCIe 4.0 ×8            |
| Radeon RX 5500 XT (Navi 14 XTX)                          | 12 грудня 2019 $169 USD (4GB) $199 USD (8GB) | RDNA TSMC 7FF           | 6.4×109 158 мм2          | 1408:88:32 22 CU  | 1717 1845     | 151.1 162.4          | 54.94 59.04          | 9,670 10,390  | 4,835 5,196  | 302.2 324.7 | 4/8 ГБ  | 224                        | GDDR6 128-біт | 14000          | 130      | PCIe 4.0 ×8            |
| Radeon RX 5600 (Navi 10 XE)                              | 21 січня 2020 OEM                            | RDNA TSMC 7FF           | 10.3×109 251 мм2         | 2048:128:64 32 CU | 1375 1560     | 176 199.7            | 88 99.84             | 11,264 12,780 | 5,632 6,390  | 352 399.4   | 6 ГБ    | 288                        | GDDR6 192-біт | 12000          | 150      | PCIe 4.0 ×16           |
| Radeon RX 5600 XT (Navi 10 XLE)                          | 21 січня 2020 $279 USD                       | RDNA TSMC 7FF           | 10.3×109 251 мм2         | 2304:144:64 36 CU | 1375 1750     | 198 252              | 88 112               | 12,675 16,131 | 6,337 8,066  | 396 504     | 6 ГБ    | 288- 336                   | GDDR6 192-біт | 12000- 14000   | 160      | PCIe 4.0 ×16           |
| Radeon RX 5700 (Navi 10 XL)                              | 7 липня 2019 $349 USD                        | RDNA TSMC 7FF           | 10.3×109 251 мм2         | 2304:144:64 36 CU | 1465 1725     | 211 248.4            | 93.8 110.4           | 13,501 15,900 | 6,751 7,949  | 421.9 496.8 | 8 GB    | 448                        | GDDR6 256-біт | 14000          | 180      | PCIe 4.0 ×16           |
| Radeon RX 5700 XT (Navi 10 XT)                           | 7 липня 2019 $399 USD $449 USD (50th)        | RDNA TSMC 7FF           | 10.3×109 251 мм2         | 2560:160:64 40 CU | 1605 1905     | 256.8 304.8          | 102.7 121.9          | 16,435 19,510 | 8,218 9,754  | 513.6 609.6 | 8 GB    | 448                        | GDDR6 256-біт | 14000          | 225      | PCIe 4.0 ×16           |
| Radeon RX 5700 XT 50th Anniversary Edition (Navi 10 XTX) | 7 липня 2019 $399 USD $449 USD (50th)        | RDNA TSMC 7FF           | 10.3×109 251 мм2         | 2560:160:64 40 CU | 1680 1980     | 268.8 316.8          | 107.5 126.7          | 17,203 20,276 | 8,602 10,138 | 537.6 633.6 | 8 GB    | 448                        | GDDR6 256-біт | 14000          | 235      | PCIe 4.0 ×16           |

1. 1 2 3  Значення підсилене (якщо є) наведено під базовим значенням курсивом.
2. ↑  Швидкість заповнення текстури розраховується як кількість блоків відображення текстури, помножена на базову (або прискорюючу) тактову частоту ядра.
3. ↑  Швидкість заповнення пікселів розраховується як кількість вихідних одиниць візуалізації, помножена на базову (або прискорюючу) тактову частоту ядра.
4. ↑  Точна продуктивність розраховується на основі базової (або розширеної) тактової частоти ядра на основі операції FMA.
5. ↑  Уніфіковані шейдери : Текстурні блоки : Блоки растеризації :  Обчислювальні одиниці (CU)

### Мобільні виокремлені відеочіпи
| Модель (кодове ім'я)      | Дата виходу і ціна | Архітектура і техпроцес | Ядро              | Ядро          | Швидкість заповнення | Швидкість заповнення | GFLOPS | Пам'ять | Пам'ять                    | Пам'ять        | Пам'ять        | TDP (Вт) |
| Модель (кодове ім'я)      | Дата виходу і ціна | Архітектура і техпроцес | Конфігурація      | Частота (МГц) | ГТ/с                 | ГП/с                 | GFLOPS | Об'єм   | Пропускна здатність (Гб/с) | Тип і ширина   | Частота (МТ/с) | TDP (Вт) |
| ------------------------- | ------------------ | ----------------------- | ----------------- | ------------- | -------------------- | -------------------- | ------ | ------- | -------------------------- | -------------- | -------------- | -------- |
| Radeon RX 5300M (Navi 14) | 13 листопада 2019  | RDNA 7 нм               | 1408:88:32 22 CU  | 1181 1445     | 127.2                | 46.2                 | 4069   | 3 ГБ    | 168                        | GDDR6 96-біт   | 14000          | 60       |
| Radeon RX 5500M (Navi 14) | 7 жовтня 2019      | RDNA 7 нм               | 1408:88:32 22 CU  | 1448 1645     | 144.8                | 52.6                 | 4632   | 4 ГБ    | 224                        | GDDR6 128-біт  | 14000          | 80       |
| Radeon RX 5600M (Navi 10) | 7 липня 2020       | RDNA 7 нм               | 2304:144:64 36 CU | 1190 1265     | 182.2                | 81                   | 5829   | 6 ГБ    | 288                        | GDDR6 192-юбіт | 12000          | 80       |
| Radeon RX 5700M (Navi 10) | 2020               | RDNA 7 нм               | 2304:144:64 36 CU | 1620 1720     | 247.7                | 110.1                | 7926   | 8 ГБ    | 384                        | GDDR6 256-біт  | 14000          | 120      |

1. 1 2 3  Значення підсилене (якщо є) наведено під базовим значенням курсивом.
2. ↑  Швидкість заповнення текстури розраховується як кількість блоків відображення текстури, помножена на базову (або прискорюючу) тактову частоту ядра.
3. ↑  Швидкість заповнення пікселів розраховується як кількість вихідних одиниць візуалізації, помножена на базову (або прискорюючу) тактову частоту ядра.
4. ↑  Точна продуктивність розраховується на основі базової (або розширеної) тактової частоти ядра на основі операції FMA.
5. ↑  Уніфіковані шейдери : Текстурні блоки : Блоки растеризації :  Обчислювальні одиниці (CU)

### Мобільні відеочіпи для робочих станцій
| Модель (кодове ім'я)       | Дата виходу       | Архітектура і техпроцес | Транзистори і площа ядра | Ядро              | Ядро          | Швидкість заповнення | Швидкість заповнення | GFLOPS   | GFLOPS   | Пам'ять       | Пам'ять     | Пам'ять        | Пам'ять                    | TDP (Вт) | Інтерфейс вводу-виводу |
| Модель (кодове ім'я)       | Дата виходу       | Архітектура і техпроцес | Транзистори і площа ядра | Конфігурація      | Частота (МГц) | ГТ/с                 | ГП/с                 | Одинарна | Подвійна | Тип і ширина  | Об'єм (ГіБ) | Частота (МТ/с) | Пропускна здатність (Гб/с) | TDP (Вт) | Інтерфейс вводу-виводу |
| -------------------------- | ----------------- | ----------------------- | ------------------------ | ----------------- | ------------- | -------------------- | -------------------- | -------- | -------- | ------------- | ----------- | -------------- | -------------------------- | -------- | ---------------------- |
| Radeon Pro 5300M (Navi 14) | 13 листопада 2019 | RDNA 7 нм               | 6.4×109 155 мм2          | 1280:80:32 20 CU  | 1000 1250     | 100                  | 40                   | 3.2      | 1/16 SP  | GDDR6 128-біт | 4           | 12000          | 192.0                      | 50       | PCIe 4.0 ×16           |
| Radeon Pro 5500M (Navi 14) | 13 листопада 2019 | RDNA 7 нм               | 6.4×109 155 мм2          | 1536:96:32 24 CU  | 1000 1300     | 124.8                | 41.6                 | 4.0      | 1/16 SP  | GDDR6 128-біт | 4 або 8     | 12000          | 192.0                      | 50       | PCIe 4.0 ×16           |
| Radeon Pro 5600M (Navi 12) | 15 червня 2020    | RDNA 7 нм               | 10.3×109 251 мм2         | 2560:160:64 40 CU | 1000 1030     | 164.8                | 65.9                 | 5.3      | 1/16 SP  | HBM2 2048-біт | 8           | 1540           | 394.0                      | 50       | PCIe 4.0 ×16           |

1. 1 2 3  Значення підсилене (якщо є) наведено під базовим значенням курсивом.
2. ↑  Швидкість заповнення текстури розраховується як кількість блоків відображення текстури, помножена на базову (або прискорюючу) тактову частоту ядра.
3. ↑  Швидкість заповнення пікселів розраховується як кількість вихідних одиниць візуалізації, помножена на базову (або прискорюючу) тактову частоту ядра.
4. ↑  Точна продуктивність розраховується на основі базової (або розширеної) тактової частоти ядра на основі операції FMA.
5. ↑  Уніфіковані шейдери : Текстурні блоки : Блоки растеризації :  Обчислювальні одиниці (CU)

### iMac[32]
| Модель             | Дата виходу  | Архітектура і техпроцес | Конфігурація | Частота (МГц) | GFLOPS | Пам'ять | Пам'ять     | Пам'ять                  | Пам'ять                    | TDP    |
| Модель             | Дата виходу  | Архітектура і техпроцес | Конфігурація | Частота (МГц) | GFLOPS | Тип     | Об'єм (ГіБ) | Швидкість пам'яті (Гб/с) | Пропускна здатність (Гб/с) | TDP    |
| ------------------ | ------------ | ----------------------- | ------------ | ------------- | ------ | ------- | ----------- | ------------------------ | -------------------------- | ------ |
| Radeon Pro 5300    | Серпень 2020 | RDNA TSMC 7 нм          | 20 CU        | 1650          | 4.2    | GDDR6   | 4           | 14                       | 224                        | 130 Вт |
| Radeon Pro 5500 XT | Серпень 2020 | RDNA TSMC 7 нм          | 24 CU        | 1757          | 5.3    | GDDR6   | 8           | 14                       | 224                        | 130 Вт |
| Radeon Pro 5700    | Серпень 2020 | RDNA TSMC 7 нм          | 36 CU        | 1350          | 6.2    | GDDR6   | 8           | 12                       | 384                        | 130 Вт |
| Radeon Pro 5700 XT | Серпень 2020 | RDNA TSMC 7 нм          | 40 CU        | 1499          | 7.6    | GDDR6   | 16          | 12                       | 384                        | 130 Вт |

### Порівняння моделей 5700 XT
Порівняння відеокарт моделі Radeon RX 5700 XT із серії AMD Radeon RX 5000.

#### Фізичні характеристики
Розміри сучасних відеокарт часто перевищують розміри, зазначені в стандарті PCIe. Зокрема, жодна модель картки не відповідає встановленій межі висоти 107 мм.[36]
| Відеокарта                          | Потужність | Вентилятори        | Довжина (мм) | Висота (мм) | Товщина (мм)     |
| ----------------------------------- | ---------- | ------------------ | ------------ | ----------- | ---------------- |
| AMD RX 5700 XT (всі реф. моделі)    | 225 Вт     | 1x 70 мм           | 272          | 111         | 36               |
| MSI RX 5700 XT Mech (GP) OC         |            | 2x                 | 232          | 126         | 46               |
| MSI RX 5700 XT Evoke OC             |            | 2x 90 мм           | 254          | 129         | 51               |
| MSI RX 5700 XT Gaming X             | 225 Вт     | 2x                 | 297          | 140         | 58               |
| Sapphire Pulse Radeon RX 5700 XT    | 241 Вт     | 2x 95 мм           | 254          | 135         | 46.5             |
| Sapphire Nitro+ RX 5700 XT          | 265 Вт     | 2x 95 + 1x 87 мм:3 | 306          | 135         | 49               |
| Gigabyte RX 5700 XT Gaming OC       |            | 3x 80 мм           | 279.9        | 113.4       | 49.6 (2.5 слота) |
| ASRock Challenger D RX 5700 XT OC   |            | 2x 100 мм          | 281          | 137         | 42               |
| XFX RX 5700 XT Thicc II             |            | 2x 100 мм          | 293          | 130         | 55               |
| XFX RX 5700 XT Raw II               |            | 2x 100 мм          | 278          | 140         | 58               |
| PowerColor Red Devil RX 5700 XT     |            | 3x 90 мм           | 300          | 132         | 53               |
| PowerColor Red Dragon RX 5700 XT    |            | 2x 100 мм          | 240          | 132         | 41               |
| Asus ROG Strix Radeon RX 5700 XT OC | 235 Вт:28  | 3x:1               | 305          | 130         | 54 (2.7 слота):1 |
| Asus TUF Gaming X3 RX 5700 XT       |            | 3x 80 мм           | 269          | 125         | 54               |

1. ↑  Це число має бути меншим, оскільки висота цієї карти, очевидно, вимірюється інакше, ніж у інших. Наведений розмір включає висоту металевого кронштейна.